# Felipe Ramírez Ramírez
Felipe Ramírez Ramírez (Querétaro, 25 mei 1935 – Mexico-Stad, 14 mei 2015) was een Mexicaans organist, musicoloog, componist en hoogleraar.

## Biografie
Hij behaalde de titel van eerste graad organist en cantor aan de Escuela Diocesana de Música Sacra in Querétaro, waar hij later werd benoemd tot titulair organist van de kathedraal. In 1959 kreeg hij een beurs van het bisdom Querétaro om zijn studie voort te zetten aan de Escuela Superior de Músical in Regensburg, in de toenmalige Bondsrepubliek Duitsland, waar hij afstudeerde in Gregoriaans, orgel en compositie met een werk over de Sydus ex claro van Orlando di Lasso. Tijdens zijn verblijf in Europa was hij organist in de kerk van St. Georg Schwabelweiss; hij gaf verscheidene concerten als organist en als officiële begeleider van het Regensburg Schoolkoor, en behaalde een diploma in Orgel Improvisatie aan de Internationale Zomercursus in Haarlem, Nederland.
Na zijn terugkeer in Mexico in 1964 verbleef hij drie jaar in zijn geboortestad als docent aan de Escuela de Música Sacra en de Escuela de Música de la Universidad Autónoma de Querétaro en als promotor van de Nationale Orgelweek. In 1969 werd hij organist van de Santo Domingo de Guzmán-kerk in Mexico-Stad en begon hij intens te werken aan de verspreiding van orgelmuziek. Hij bevorderde ook de restauratie van de monumentale orgels van de kathedralen van Puebla en Mexico en nam deel aan de herinwijdingsconcerten. In 1982 trad hij op als muzikaal leider en solo-organist bij de première van de Cantata de la pluma al ángel van Alicia Urreta.
In 1972 werd hij hoogleraar improvisatie en orgelregistratie aan het Conservatorio Nacional de Música. In 1978 begon hij zijn onderzoek naar Viceroyale Muziek aan het Centro Nacional de Investigación, Documentación e Información Musical "Carlos Chávez" Cenidim. Ramírez heeft twee kritische studies gepubliceerd over door hemzelf gemaakte transcripties van manuscripten uit de 16e tot de 18e eeuw, die deel uitmaken van de Jesús Sanchez Garza Collection of CENIDIM, dit laatste boek werd door Felipe Ramírez zelf op het orgel opgenomen in de CD Joseph de Torres: Música para órgano. In 1982 werd Felipe Ramírez Ramírez titulair organist van de Metropolitaanse Kathedraal van Mexico-Stad.
Hij stierf in Mexico-Stad op 14 mei 2015.
- Gemeinsame Normdatei: 1089767617
- International Standard Name Identifier: 0000 0000 6768 7610
- Library of Congress Control Number: n93042517
- Virtual International Authority File: 70602025
- WorldCat: E39PBJbGYpYqHqqwVwxqDqV6Kd